# Menippeisk satir
Menippeisk satir eller menippé är en litterär genre där prosa och vers blandas. Nationalencyklopedin definierar det som en genre som "förenar löje och allvar i sökandet efter en moralisk och filosofisk sanning." Den är ofta strukturerad kring en filosofisk resa, såsom till underjorden eller himmelen, eller ett annat fantasirike.
Den menippeiska satiren uppfanns av den cyniske filosofen Menippos som levde i Thebe i Grekland omkring 270 f.Kr.